# Medalha de Honra ao Mérito Desportivo
A Medalha de Honra ao Mérito Desportivo é uma Medalha desportiva portuguesa que se destina a galardoar individualidades e coletividades nacionais ou estrangeiras pelos serviços prestados em prol do desporto nacional e pela continuidade ou repetição de ações ou factos relevantes prestigiando o desporto nacional e o nome do País.
A Medalha foi criada em 1983, tendo sido reformulada em 1986. É outorgada pelo Governo de Portugal.

## Galardoados
- Fernando Mamede, atleta português
- Futebol Clube do Porto, clube desportivo português
- Ginásio Clube Português, clube desportivo português
- Comité Olímpico de Portugal - (outubro de 1991)
- O Comércio do Porto, jornal português - (16 de novembro de 2004)
- José Teotónio Lima, professor - (23 de junho de 2005)
- Ticha Penicheiro, basquetebolista portuguesa  - (13 de outubro de 2005)
- João Taipa , atleta português